# Goatse.cx

goatse.cx ("goat sex" →염소와의 성교)는 인터넷 쇼크 사이트 중 하나이다. goatse.cx의 첫 화면은 파일명 hello.jpg으로 되어 있는 그림 한장이 걸려 있는데, 벌거벗은 남성이 자기 항문을 두 손으로 끌어당겨 자기 주먹 길이만하게 늘린 사진이다. 항문 사이로 직장이 뚜렷하게 보이며, 엉덩이 밑으로는 음낭과 음경이 보인다. 왼쪽 손의 약지에는 결혼 반지로 보이는 금반지가 끼워져 있다.
이 사진은 악명 높은 쇼크 사진으로 인터넷 밈이 되어 인기를 끌었다. 또 지금까지도 외부 미러 사이트를 통해 유인 판매 낚시 사이트, 핫링크 방지용 사이트, 변조 웹사이트로 활용되어 심한 거부반응을 유도하는 데 쓰인다. 사이트에 걸린 사진은 2004년에 내려갔지만 미러 웹사이트는 인터넷 전반에 걸쳐 퍼져 있는 상태다. 사이트의 소유주는 수차례 바뀐 적이 있으며, 이메일 호스팅 주소로 쓰기 위해 설정되었으나 활성화된 적은 단 한번도 없다.

## 특징
goatse.cx는 총 네 개의 웹페이지로 나뉘어 있으며, 그 중 두개는 혐짤이 내걸려 있다.
- '받는이' (Receiver) - 이 사이트의 메인 페이지로, 파일명 hello.jpg의 그림이 걸려 있다. hello.jpg의 원래 이름은 gap3.jpg로, 40장의 원본 이미지 (파일명 gap.zip) 중 하나를 뽑아온 것이다. 원본 사진에는 딜도와 버트 플러그로 자기 항문을 벌리는 남성이 찍혀 있다. 웹사이트의 설명에 의하면 hello.jpg를 비롯한 사진 40장은 "스틸 프로젝트에 올려져 있던 것"이라고 하며, goatse.cx 웹사이트의 기부 페이지에서 볼 수 있다.[2]
- '주는이' (Giver) - 보트에 누워 엄청난 크기로 자기 가슴까지 닿는 성기를 자랑하고 있는 한 남성의 합성 사진. 페이지의 제목과 사진으로 미뤄봤을 때 첫번째 페이지의 남성은 이 페이지에서 나오는 거대한 성기가 들어가도록 자기 항문을 벌리고 있는 것임을 짐작케 한다.
- 피드백 (Feedback) 페이지 - 유저 이메일로 자신의 반응을 적고 공유하는 페이지.
- '기부' (Contrib) 페이지 - 유저들이 보내준 경의와 패러디 사진을 모아놓은 페이지.[3]

인덱스 페이지에는 웹사이트에 담긴 내용에 관한 경고문이 씌여 있다. "...만약 당신이 만 18세 이하이거나 이 사진이 불쾌하다는 것을 알게 됐다면 보지 말도록 하십시오. 감사합니다!"란 문구와 함께, goatse.cx의 공식 상품은 제작 중에 있다면서 가짜 goatse.cx 상품에 주의하라고 경고하고 있다. 사이트의 최근 버전에는 dolphinsex.org와 urinalpoop.org로 가는 링크가 걸려 있으며, 오래된 버전에는 biganal.com가 걸려 있었다.

## 같이 보기
- 릭롤링
- 인터넷 밈 목록